# Йоганн Ґебгард фон Мансфельд
Йоганн Ґебгард фон Мансфельд (нім. Johann Gebhard von Mansfeld; 1524 — 2 листопада 1562) — церковний і державний діяч Священної Римської імперії, 53-й архієпископ Кельна-курфюрст і 25-й герцог Вестфалії в 1558—1562 роках.

## Життєпис
Походив з верхньосаксонського графського роду Мансфельдів. Був восімнадцятою дитиною Ернста II, графа Мансфельд цу Фордерорта, та Доротеї цу Зольмс-Ліх. Народився 1524 року. Замолоду визначений для церковної кар'єри. 1538 року отримує пребенду в капітулі Кельнського собору. Невдовзі дістав посаду пробста базиліки Св. Гереона в Кельні. До 1541 року був пробстом базиліки Св. Серватія в Маастрихту.
1541 року стає членом капітулу Кельнського собору. 1547 року його було висвячено на хорєпископа. 1548 року обирається деканом Кельнського собору.
26 липня 1558 року обирається архієпископом Кельнським. Втім частина капітулу на чолі з кардиналом Йоганна Гроппером, лідером католиків та пробстом монастиря Св. Кассія в Бонні, звернулася до папи римського Павла IV не визнавати результати цих виборів. Останній після тривалого міркування зрештою в грудні 1559 року визнав Ґебгарда фон Мансфельда архієпископом, надіславши 31 січня 1560 року офіційне підтвердження. За цим отримав регалії від імператора Фердинанда I Габсбурга.
З самого початку намагався поліпшити майнове становище за рахунок Кельнської єпархії. замість того, щоб намагатися змінити фінансову політику, розпочати ліквідацію великих боргів попередників, фон Мансфельд уже в перші 2 роки взяв позик на 170 тис. гульденів. Йому постійно доводилося вести переговори з провінціями щодо отримання додаткових податкових надходжень. Дефіцит в грошах був настільки великий, що його підлеглі вкрали 8 тис. гульденів з імперської скарбниці під час Дня виборців 1562 року, щоб мати змогу погасити поточну заборгованість. Водночас не відмовлявся від розкішного способу життя, взявши до свого палацу свою давню коханку Катерину фон Ябах. Його за це активно критикували кельнські єзуїти.
Разом з тим проводив рішучу політику щодо збереження впливу Кельнського аріхєпископства. Так, намагався утримати Утрехтську єпархію Утрехт у Кельнській церковній провінції. Втім це не вдалося, оскільки Утрехт став самою архієпархією, коли єпархії в Іспанських Нідерландах було реорганізовано. Також не зміг завадити переходу деканату Зифліха до Рурмондської єпархії.
Також був негативно налаштований до будь-яких компромісів з протестантами. 1562 року під час виборів короля Німеччини після деяких сумнівів підтримав кандидатуру Максиміліана Габсбурга, оскільки того підозрювали у прихильності до лютеранства. Крім того, впровадив нові правила зі здійснення судочинства, які передбачали, що всі члени суду мали брати участь у месі та католицьких проповідях. Разом з тим реформування судового процесу, насамперед прийняття ухвал були доволі прогресивними. Серед них зменшення впливу кельнського капітулу на прийняття судових рішень.
У 1559 році він видав нові правила з гірничої справи, які базувався на саксонському і богемському законодавстві. Основною метою було сприяння розробки копалень у герцогстві Вестфальському. За підтримки архієпископа його родичі майже повністю стали контролювати видобуток у цій місцевості. Втім це не допомогло врятувати графство Мансфельд, яке мало чималі борги перед курфюрством Саксонським і маркграфством Бранденбурзьким. В результаті 1560 року графство підпало під секвестр.
Водночас Ґебгарду фон Мансфельду вдалося вирішити багатовіковий прикордонний майновий конфлікт з графством Вальдек з приводу приналежності Асзінгаузенського Ґрунду в Гохзауерланді. Також вдалося вирішити на користь Кельна суперечку з Падерборнською єпархією стосовно власності свинцевих копалень у Блайвеше.
Помер 1562 року в Брюлі. Це призвело до того, що Максиміліан Габсбург був коронований 24 листопада у Франкфурті-на-Майні Даніелем Бренделем фон Гомбургом, архієпископом Майнца. З цього часу почалася традиція коронацій у Франкфурті-на-Майні, а місто Аахен втратило статус міста коронації. Новим Кельнським архієпископом став Фрідріх фон Від.